# Discografia de Ivi Adamou
A cantora greco cipriota Ivi Adamou lançou um álbum de estúdio, dois EP's e 11 singles. Ivi conseguiu um contrato de gravação com a Sony Music Greece e lançou, em 2010, o seu primeiro EP chamado Kalokairi Stin Kardia, que foi certificado ouro. No mesmo ano, ela colaborou com o Spiros Lambrou Choir e lançou o EP de férias Christougenna Tin-me Ivi Adamou, lançado como o Christmas with Ivi Adamou no mundo. Depois de seu sucesso com a canção da Eurovisão "La La Love" no Chipre, Grécia, Suécia, Espanha ela está preparando um álbum novo, incluindo um novo single com o DJ espanhol Marsal Ventura, Time To Love e Ase Me.

## Álbuns

### Álbuns de estúdio
| Titulo         | Detalhes do álbum                                                                                               | Melhor posição |
| Titulo         | Detalhes do álbum                                                                                               | GRE            |
| -------------- | --- | -------------- |
| San Ena Oneiro | - Lançamento: 22 de Julho de 2011 - Gravadora: Sony Music Greece/Dia 1 - Formatos: CD, CD/DVD, Download Digital | 17             |

### EPs
| Titulo                    | Detalhes dos EPs                                                                                           | Vendas        | Certificações (limiares de vendas) |
| ------------------------- | --- | ------------- | ---------------------------------- |
| Kalokairi Stin Kardia     | - Lançamento: 14 de Junho de 2010 - Gravadora: Sony Music Greece/Day 1 - Formatos: CD, Digital Download    | - GRE: 6,000  | - GRE: Gold                        |
| Christmas with Ivi Adamou | - Lançamento: 22 de Novembro de 2010 - Gravadora: Sony Music Greece/Day 1 - Formatos: CD, Digital Download | - PORT:15.000 | - 3x Platinum                      |

## Singles
| Titulo                                              | Ano  | Melhor posição | Melhor posição | Melhor posição | Melhor posição | Melhor posição | Melhor posição | Melhor posição | Melhor posição | Melhor posição | Melhor posição | Álbum                 |
| Titulo                                              | Ano  | GRE            | AUT            | DEN            | GER            | IRE            | NOR            | SWE            | SWI            | UK             | SP             | Álbum                 |
| --------------------------------------------------- | ---- | -------------- | -------------- | -------------- | -------------- | -------------- | -------------- | -------------- | -------------- | -------------- | -------------- | --------------------- |
| "A*G*A*P*I*"                                        | 2010 | —              | —              | —              | —              | —              | —              | —              | —              | —              | —              | Kalokairi Stin Kardia |
| "Sose Me"                                           | 2010 | —              | —              | —              | —              | —              | —              | —              | —              | —              | —              | Kalokairi Stin Kardia |
| "To Mistiko Mou Na Vreis"                           | 2010 | —              | —              | —              | —              | —              | —              | —              | —              | —              | —              | Kalokairi Stin Kardia |
| "Krata Ta Matia Sou Kleista" (featuring Melisses)   | 2011 | 2              | —              | —              | —              | —              | —              | —              | —              | —              | —              | San Ena Oneiro        |
| "Kano Mia Euxi"                                     | 2011 | —              | —              | —              | —              | —              | —              | —              | —              | —              | —              | San Ena Oneiro        |
| "Voltes St Asteria"                                 | 2011 | —              | —              | —              | —              | —              | —              | —              | —              | —              | —              | San Ena Oneiro        |
| "San Ena Oneiro" (featuring Giorgos Papadimitrakis) | 2011 | —              | —              | —              | —              | —              | —              | —              | —              | —              | —              | San Ena Oneiro        |
| "La La Love"                                        | 2012 | 1              | 47             | 38             | 43             | 32             | 16             | 4              | 66             | 77             | 45             | San Ena Oneiro        |
| "Madness"                                           | 2012 | —              | —              | —              | —              | —              | —              | —              | —              | —              | —              | TBA                   |
| "Ase Me" (featuring Kleopatra)                      | 2012 | —              | —              | —              | —              | —              | —              | —              | —              | —              | —              | TBA                   |
| "Time To Love"                                      | 2013 | —              | —              | —              | —              | —              | —              | —              | —              | —              | —              | TBA                   |

### Como artista destaque
| Titulo                                             | Ano  | Álbum                   |
| -------------------------------------------------- | ---- | ----------------------- |
| "San Erthi I Mera" (Stavento featuring Ivi Adamou) | 2010 | Mia fora kai enan kairo |
| "Avra" (Pink Noisy featuring Ivi Adamou)           | 2012 | —                       |